# Гороховище (Дєдовицький район)
Гороховище (рос. Гороховище) — присілок в Дєдовицькому районі Псковської області Російської Федерації.
Населення становить 12 осіб. Входить до складу муніципального утворення В'язєвська волость.

## Історія
Від 2015 року входить до складу муніципального утворення В'язєвська волость.

## Населення
| 2001 | 2002 | 2010 |
| ---- | ---- | ---- |
| 25   | ↘16  | ↘12  |